# Tetragnatha kochi
Tetragnatha kochi là một loài nhện trong họ Tetragnathidae.
Loài này thuộc chi Tetragnatha. Tetragnatha kochi được miêu tả năm 1895 bởi Thorell.